# Orgilus setosus
Orgilus setosus är en stekelart som beskrevs av Van Achterberg 1987. Orgilus setosus ingår i släktet Orgilus och familjen bracksteklar. Inga underarter finns listade i Catalogue of Life.